# 叉唇万代兰
叉唇万代兰（学名：Vanda cristata）为兰科万代兰属下的一个种。

## 扩展阅读
- 維基物種上的相關：叉唇万代兰